# Тасил
Тасил (араб. تسيل‎) — город в Сирии. Административно расположен в районе Изра мухафазы Даръа на юго-западе страны. Численность населения в 2004 году составляла 15,985 человек.

## История
В ходе Гражданской войны в Сирии город был занят боевиками террористической организации «Исламское государство» и в течение нескольких лет удерживался ими. 27 июля 2018 года Тасил был освобождён Сирийской арабской армией.